# Netelia
Netelia  (лат.) — род наездников из семейства Ichneumonidae (подсемейство Tryphoninae).

## Распространение
Распространены всесветно, наибольшее количество видов обитает в южной Голарктике, Австралии. В Палеарктике известно около 90 видов.

## Описание
Наездники средних размеров или крупные, в длину достигают 10—20 мм. Тело стройное, с сильно сдавленным с боков изогнутым брюшком. Основная окраска, как правило, красно-жёлтая, иногда с белым или тёмным рисунком на голове или груди.

## Экология
Представители рода — эктопаразиты чешуекрылых, преимущественно из семейств Geometridae, Notodontidae, Noctuidae, Sphingidae.

## Список видов
Некоторые виды рода:
- Netelia ahngeri (Kokujev, 1906)
- Netelia alpina (Rudow, 1886)
- Netelia arabs (Strand, 1911)
- Netelia atlantor Aubert, 1971
- Netelia caucasica (Kokujev, 1899)
- Netelia contiguator Delrio, 1975
- Netelia denticulator Aubert, 1969
- Netelia elevator Aubert, 1971
- Netelia frankii (Brauns, 1889)
- Netelia fulvator Delrio, 1971
- Netelia fuscicarpus (Kokujev, 1899)
- Netelia incognitor Delrio, 1971
- Netelia infractor Delrio, 1971
- Netelia krishtali Tolkanitz, 1971
- Netelia lineolata (Costa, 1883)
- Netelia maculiventris (Kokujev, 1915)
- Netelia meridionator Aubert, 1960
- Netelia millieratae (Kriechbaumer, 1897)
- Netelia nervulator Aubert, 1971
- Netelia nigricans (Kriechbaumer, 1898)
- Netelia nigricarpus (Thomson, 1888)
- Netelia nomas (Kokujev, 1899)
- Netelia opacula (Thomson, 1888)
- Netelia pallescens (Schmiedeknecht, 1910)
- Netelia paramelanura Tolkanitz, 1981
- Netelia parvula (Meyer, 1927)
- Netelia pharaonum (Schmiedeknecht, 1910)
- Netelia praevalvator Delrio, 1971
- Netelia punctator Delrio, 1971
- Netelia rufescens (Tosquinet, 1896)
- Netelia silantjewi (Kokujev, 1899)
- Netelia terebrator (Ulbricht, 1922)